# Herik
De herik (Sinapis arvensis) is een eenjarige plant uit de kruisbloemenfamilie (Brassicaceae). De plant wordt tot 80 cm hoog en heeft stijve haartjes aan de voet van de stengel. De plant komt algemeen voor op bouwland, langs wegen en langs dijken.

## Kenmerken
De onderste bladeren zijn liervormig en geoord; de bovenste bladeren zijn langwerpig en onregelmatig getand. Ze hebben een ruwe beharing.
De herik bloeit met trossen van mei tot september. De plant heeft heldergele, 1,5-2 cm brede bloemen. De kroonblaadjes aan de voet zijn smaller. De bloem heeft vier kelkblaadjes en zes meeldraden.
De vrucht is een onbehaarde hauw met een kegelsnaveltje dat enigszins kantig is. Soms is de hauw echter ook stijfbehaard. De zaden zijn zwart en glad.
De plant wordt beschouwd als onkruid wanneer deze voorkomt op akkers. De plant kan soms helemaal verdwijnen, maar na jaren opeens weer opduiken. De oliehoudende zaden behouden hun kiemkracht namelijk zeer lang en kunnen na vele jaren, bijvoorbeeld na het ploegen, weer uitgroeien tot nieuwe planten.

## Toepassingen
Jonge bladeren en jonge scheuten zijn voor de bloei bruikbaar om salades een pikante smaak te geven.
De bladeren kunnen gekookt als groente gebruikt worden, waarvoor ze ten minste dertig minuten worden gekookt. De bloemknoppen zijn na twee tot vijf minuten koken eetbaar. Van de zaden kan mosterd worden bereid.

bladeren
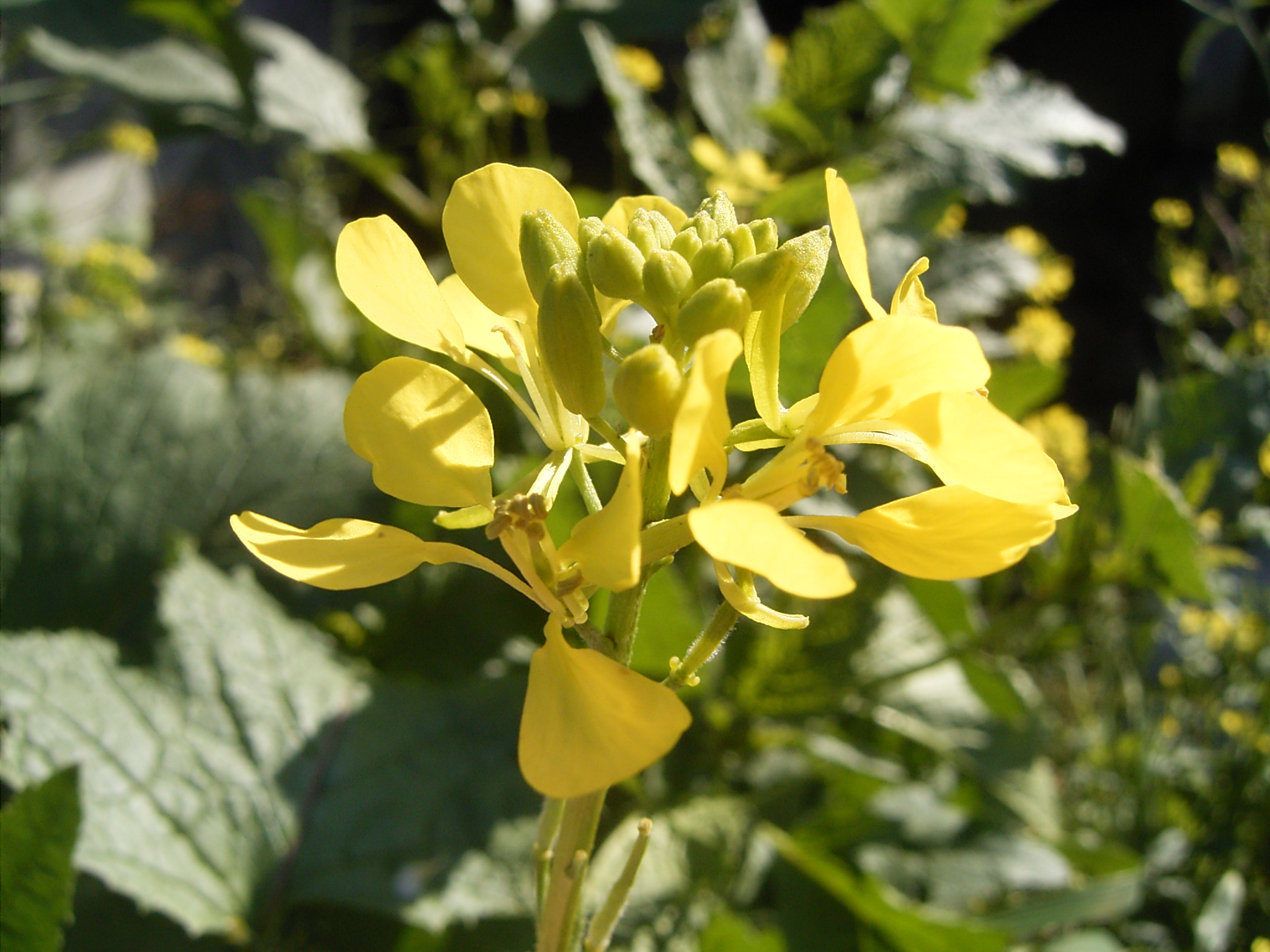
bloemtros
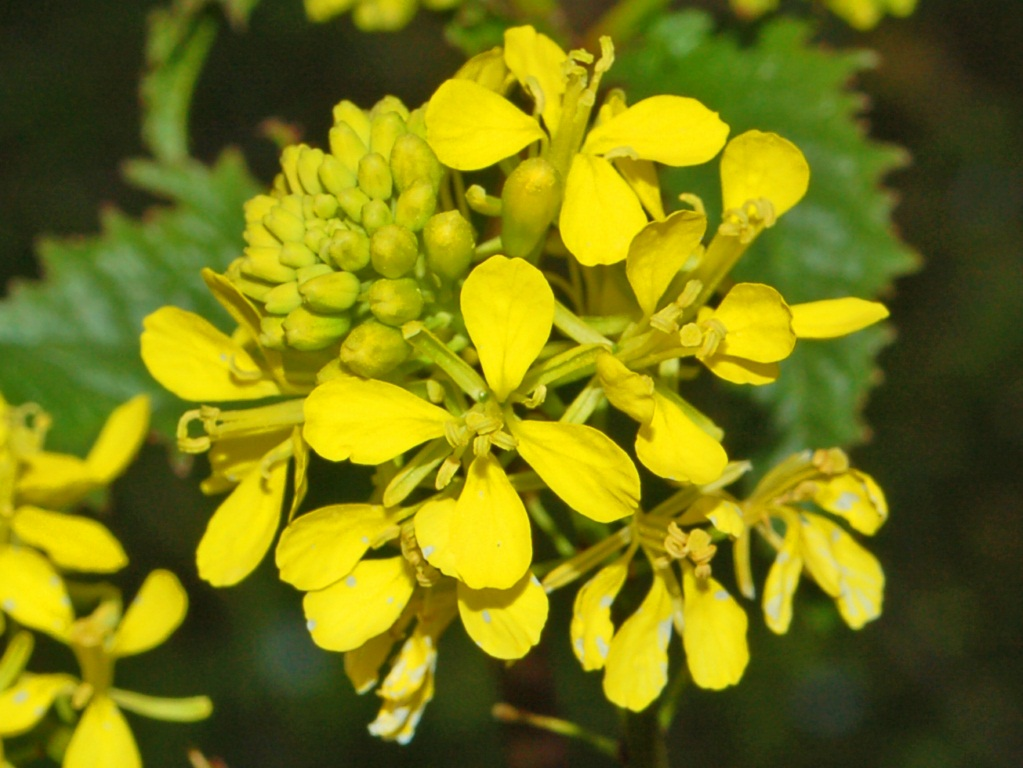
bloemtros
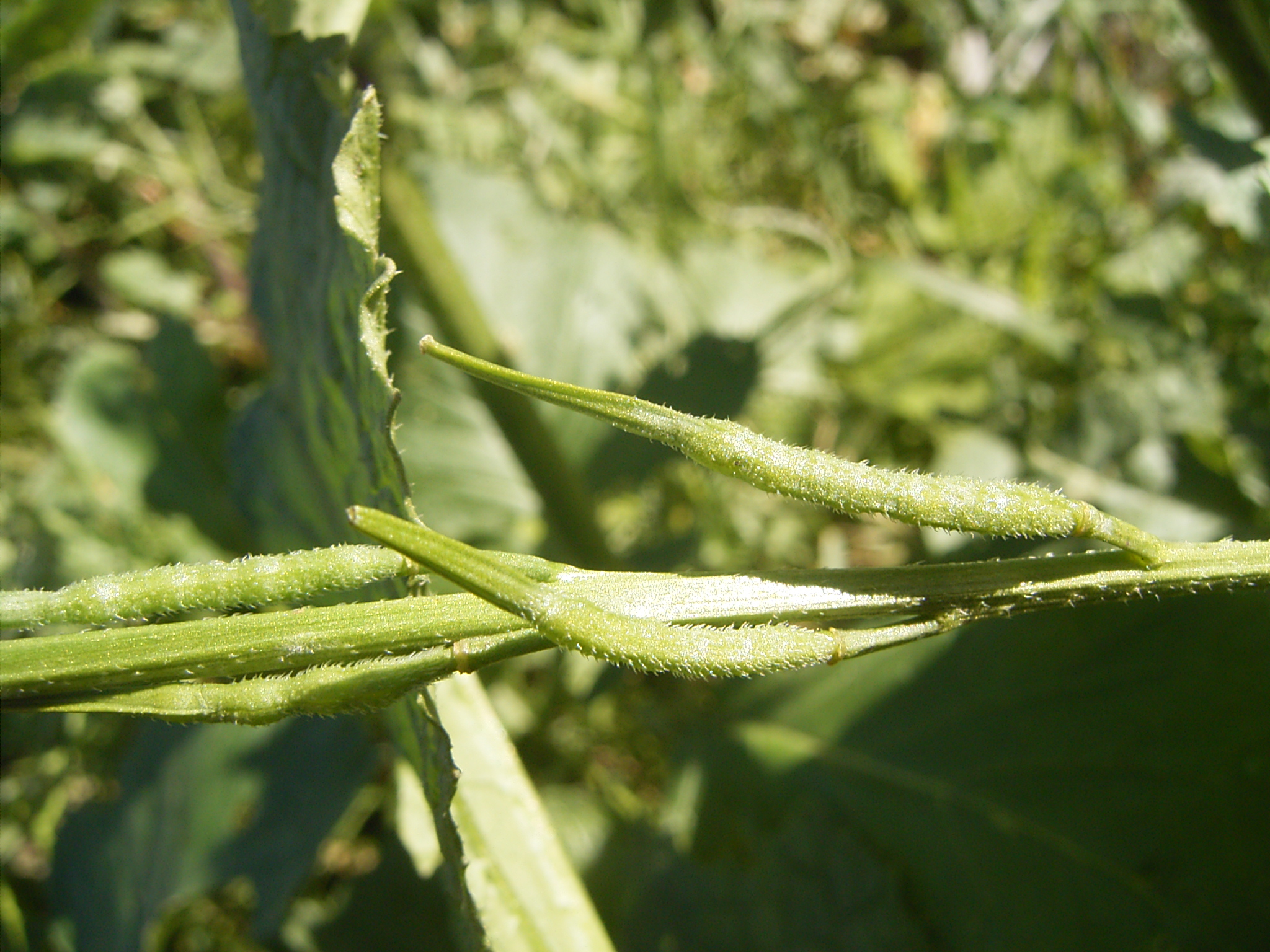
hauwen